# Річна (Челябінська область)
Речная (рос. Речная) — колишнє селище в Саткинському районі Челябінської області Російської Федерації.
Населення становило 33 особи (2010). Входио до складу муніципального утворення Саткинське міське поселення.

## Історія
Згідно із законом від 17 листопада 2004 року органом місцевого самоврядування було Саткинське міське поселення.
26 січня 2023 року селище ліквідовано рішенням Законодавчих зборів регіону через відсутніть населення.

## Населення
| 2002 | 2010 |
| ---- | ---- |
| 55   | ↘33  |